# Simon Singh
Simon Lehna Singh, MBE, britanski fizik in pisatelj indijskega porekla, * 19. september 1964, Somerset, Anglija.
Singh je doktor fizike in avtor sintetičnih poljudnoznanstvenih del. Nekatera njegova dela so prevedena v slovenščino, kot na primer Knjiga šifer in Veliki pok.

## Njegova dela

### Prevedena v slovenščino
- Knjiga šifer
- Veliki pok
- Zdravilo ali slepilo

### Vsa dela
- The Code Book: The Secret History of Codes and Code-breaking
- Trick or Treatment?: Alternative Medicine on Trial
- Big Bang: The Most Important Scientific Discovery of All Time and Why You Need to Know About it
- Fermat's Last Theorem
- Big Bang: The Origin of the Universe
- Fermat's Enigma: The Epic Quest to Solve the World's Greatest Mathematical Problem

1. ↑  Internet Speculative Fiction Database — 1995.
2. ↑  Arhiv likovne umetnosti — 2003.